# Wilhelm von Efferen (Ritter)
Wilhelm von Efferen (* 16. Jahrhundert in Stolberg (Rhld.); † 17. Jahrhundert) war ein deutscher Deutschordensritter.

## Leben
Er wurde als Kind von Hieronymus von Efferen und Anna von Nesselrode geboren. Er hatte vier Geschwister. Zusammen mit seinem Bruder Johann wurde ihm die Herrlichkeit Stolberg sowie die Stolberger Burg als Lehen gegeben.
Wilhelm ging als Deutschordensritter nach Livland. Er war sehr vermögend und erwarb zahlreiche Güter, zu denen auch das Gut Nerffs gehörte: Wilhelm wurde Kurländischer Geheimer Rat und Burggraf zu Riga, wo er auch starb.
Wilhelm bestätigte seinem Bruder Johann, dass er die Verantwortung für das Lehen übernehmen sollte, da die Entfernung keine andere Möglichkeit zuließ. In zahlreichen Rechtsstreiten mit der Reichsabtei Kornelimünster wird er namentlich aufgeführt. Als Johann starb, musste Wilhelm das Lehen übernehmen. Aufgrund der räumlichen Trennung war ihm eine Verwaltung jedoch nicht möglich und er übertrug das Lehen auf die Kinder seines verstorbenen Vetters Adam. Dieser hatte aus einer Ehe mit Odilia von Harff zwei Söhne, Wilhelm Adolf († 1622) und Johann Dietrich von Efferen. Die beiden Kinder waren aber noch minderjährig, so dass sie das Lehen nicht übernehmen konnten. Wilhelm bat zwar den Herzog von Jülich, das Lehen zu übertragen aber dieser stimmte nur zu, wenn ein Vormund gefunden wurde. Sein Cousin, der Wormser Fürstbischof Wilhelm von Efferen bot sich an. Am 26. April 1608 gab Kaiser Rudolf II. sein Einverständnis. Aber auch hier war die räumliche Trennung zwischen Worms und Stolberg problematisch.
Vormundschaftsvertreter waren erforderlich. Gotthard von Harff zu Harff, Kaspar Zweibel zu Wahn und Johann Pütz wurde die Aufgabe übertragen. Am 16. September 1608 stimmte der Herzog von Jülich einem Übertrag des Lehens Stolberg und Burg Stolberg auf Fürstbischof Wilhelm von Efferen als Prokurator seiner Neffen zu, wobei die Lehensverträge von den Vormundschaftsvertretern unterzeichnet wurden. Als Verwalterin wurde Odilia von Harff, die Mutter der Söhne eingesetzt. In erster Ehe war Wilhelm von Efferen mit Agnes von Schwarzenberg verheiratet, in zweiter mit Elisabeth von Lüdinghausen genannt Wolf.